# اویل اسپرینگز، انتاریو
اویل اسپرینگز، انتاریو (به انگلیسی: Oil Springs) یک روستا در کانادا است که در شهرستان لمتون واقع شده‌است.

## خصوصیات
اویل اسپرینگز ۷۰۴ نفر جمعیت دارد.